# Vashon (Washington)
Vashon es un lugar designado por el censo ubicado en el condado de King en el estado estadounidense de Washington. En el año 2000 tenía una población de 10 123 habitantes y una densidad poblacional de 105,7 personas por km².

## Demografía
Según la Oficina del Censo en 2000 los ingresos medios por hogar en la localidad eran de $58 261, y los ingresos medios por familia eran $67 010. Los hombres tenían unos ingresos medios de $50 201 frente a los $36 426 para las mujeres. La renta per cápita para la localidad era de $31 983. Alrededor del 6 % de la población estaban por debajo del umbral de pobreza.